# Loket (horní jez)

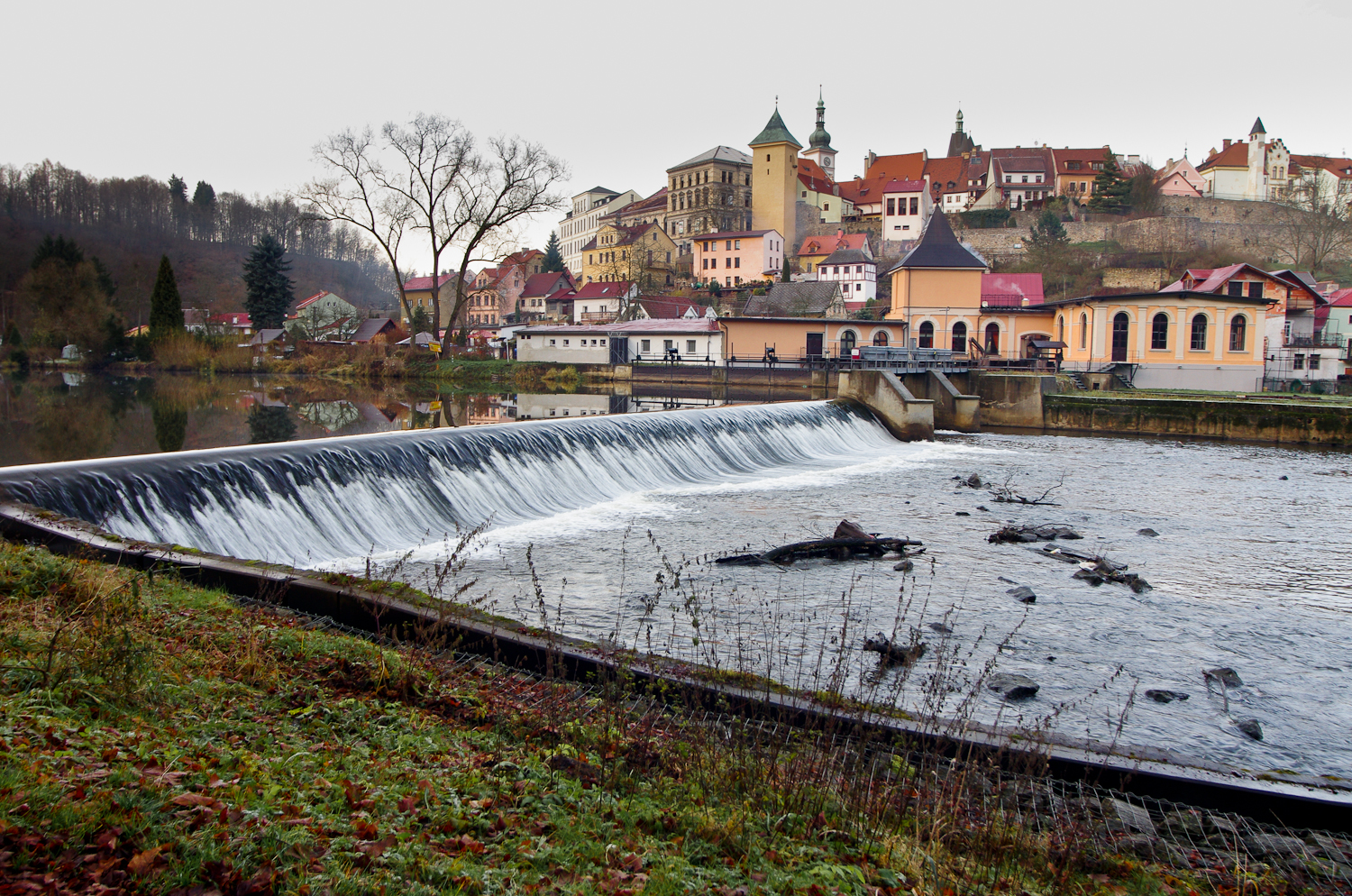
prosinec 2013

Loket - horní jez je druhý ze tří jezů na řece Ohři na území města Lokte. Jez má výšku 1,9 m a nachází se na 191,7 km řeky. V levé části jezu jsou dvě stavidla jezu, náhon a přepad malé vodní elektrárny s dvěma Francisovými turbínami s výkonem 110 kW.

## Sjízdnost
Jez je nesplavný a za vyššího stavu vody se pod jezem vytváří nebezpečný vodní válec.
Součástí jezu je na pravé straně rybí přechod, ve kterém je zakázáno splouvat, i když je to s opatrností proveditelné. Rybí přechod je mírně zatočený a jsou v něm zdrhla. Pro přenášení vodáckých lodí byly zbudovány schody na pravém břehu.